# Ħad-Dingli
Ħad-Dingli (engelska: Dingli) är en ort och kommun i republiken Malta. Den ligger på ön Malta i den sydvästra delen av landet, 13 kilometer väster om huvudstaden Valletta. 